# Bundesautobahn 39
Pour les articles homonymes, voir A39.
La Bundesautobahn 39 (ou BAB 39, A39 ou Autobahn 39) est une autoroute en Basse-Saxe avec deux sections mesurant 99 kilomètres ensemble. La section septentrionale entre la Bundesautobahn 7 au sud de Hambourg et Lunebourg était la Bundesautobahn 250 jusqu'au 3 novembre 2010. La section méridionale relie Wolfsbourg, Brunswick et Salzgitter.  Il y a des plans de connecter les deux sections pour une autoroute de 205 kilomètres au total. Cela va faciliter le transport des produits industriels de la région de Salzgitter/Brunswick/Wolfsbourg à la région portuaire de Hambourg et désencombrer la A7 entre Hanovre et Hambourg (en parallèle).